# Renato Parodi
Renato Parodi (Nápoles, 14 de diciembre de 1900 - Roma, 16 de marzo de 1974) fue un compositor italiano del siglo XX.
En el Conservatorio de Nápoles tuvo por profesores a De Nardis y Savasta, y en composición consiguió el título con el maestro Gennaro Napoli. Parodi fue titular de la cátedra de armonía y contrapunto, y más tarde de la de composición en el Conservatorio napolitano de "San Pietro a Majella", de donde pasó a Roma para cubrir ese mismo cargo en el Conservatorio de Santa Cecilia.
Entre sus obras cabe recordar los ballets Folies Bergères y Passo d'addio y un notable número de composiciones instrumentales, entre ellas la música escénica para Noche de Reyes de Shakespeare. Trabajó en la revisión y transcripción de obras del siglo XVIII napolitano, contribuyendo así a un conocimiento más profundo de ese período histórico. A Renato Parodi se deben las ediciones modernas de Idolo Cinese de Giovanni Paisiello, de La baronessa stramba de Domenico Cimarosa y de I virtuosi ambulanti de Valentino Fioravanti.